# Robyn Woodhouse
Robyn Woodhouse (verheiratete Sillitoe; * 26. Juli 1943) ist eine ehemalige australische Hochspringerin.
1962 siegte sie bei den British Empire and Commonwealth Games in Perth mit ihrer persönlichen Bestleistung von 1,78 m.
Bei den Olympischen Spielen 1964 in Tokio wurde sie Elfte, und bei den British Empire and Commonwealth Games 1966 in Kingston gewann sie Bronze.
Dreimal wurde sie Australische Meisterin (1963, 1965, 1967).